# Karl Tappenbeck
Karl Friedrich Johann Tappenbeck (* 26. Juli 1858 in Oldenburg; † 17. Januar 1941 ebenda) war ein deutscher Politiker und Oberbürgermeister der Stadt Oldenburg.

## Leben
Tappenbeck entstammte einer ursprünglich aus Fallersleben stammenden und seit dem 18. Jahrhundert in der Mark Brandenburg ansässigen Familie. Sein Vorfahr der Kaufmann Johann Friedrich Tappenbeck (1744–1824) kam im Jahre 1784 nach Oldenburg, wo die Familie bald einige wichtige Positionen im Staatsdienst Oldenburgs einnahm.
Tappenbeck war der Sohn des Landgerichtsassessors und späteren oldenburgischen Justizministers Friedrich Tappenbeck (1820–1893) und dessen Ehefrau Wendeline Ernestine Sophie geb. von Lindelof (1834–1921). Er besuchte die Gymnasien in Oldenburg und Vechta und schlug nach dem Abitur zunächst die Offizierslaufbahn ein.

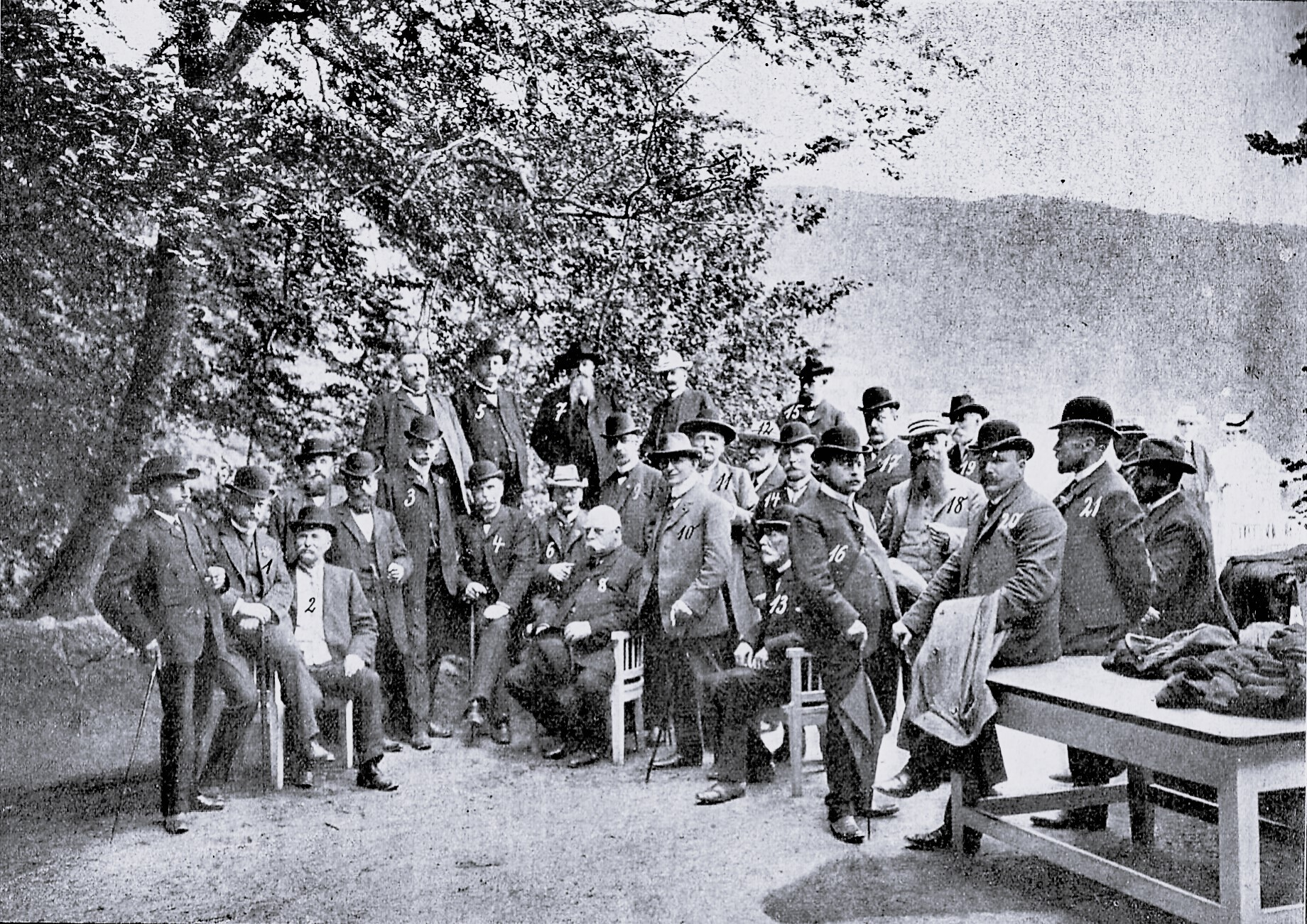
Oberbürgermeister (3) auf Landtagsfahrt ins Fürstentum Lübeck (1907)

Ab 1879 diente er im 2. Thüringischen Infanterieregiment Nr. 32, zuletzt im Rang eines Leutnants, was er 1883 aufgrund gesundheitlicher Probleme allerdings aufgeben musste. Bis 1885 studierte er Jura an den Universitäten Halle, Berlin und Bonn. Er war Mitglied der Studentenverbindung Akademischer Juristenverein Bonn (heute: AV Rheno-Colonia Köln). 1886 trat er in den Staatsdienst des Großherzogtums Oldenburg ein. Von 1890 bis 1894 war er als geschäftsführender Bürgermeister der Stadt Delmenhorst tätig und wurde 1894 als Hilfsarbeiter in das oldenburgische Departement des Innern versetzt. Im Januar 1899 ernannte man Tappenbeck zum Stadtsyndikus von Oldenburg. Am 23. März 1900 wurde er zum Oberbürgermeister der Stadt Oldenburg gewählt, dieses Amt hatte er bis zum 15. Januar 1921 inne. Während seiner Amtszeit setzte er sich vor allem für die Ausgestaltung der Schulen sowie für den planmäßigen Ausbau des Straßennetzes und der städtischen Versorgungsbetriebe ein. Von 1900 bis 1919 gehörte er auch dem oldenburgischen Landtag an.
Im Anschluss an seine Tätigkeit als Oberbürgermeister wurde Tappenbeck am 15. Januar 1921 mit dem Titel eines Geheimen Oberregierungsrats zum Vortragenden Rat im Innenministeriums des Freistaats Oldenburg ernannt und übernahm gleichzeitig den Vorsitz im Evangelischen Oberschulkollegium. Am 1. April 1924 wurde er auf Grund des Beamtenabbaugesetzes von 1923 in den Ruhestand versetzt, aber gleichzeitig vom Staatsministerium mit der einstweiligen Weiterführung seiner Geschäfte beauftragt. Mitte Juni 1932 wurde er endgültig pensioniert.
Im Oldenburger Dobbenviertel wurde 1921 die Tappenbeckstraße nach ihm benannt.

## Familie

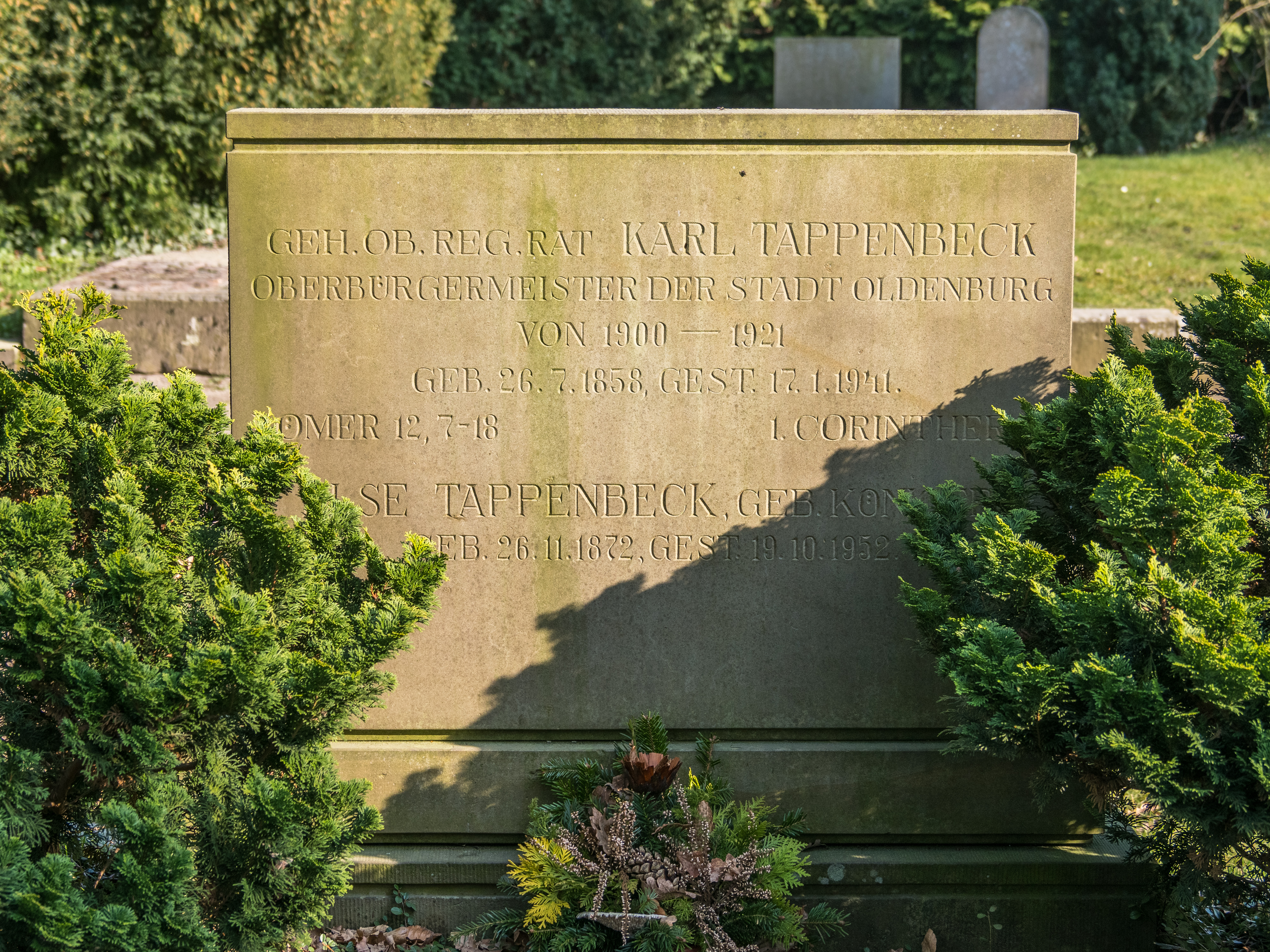
Grabstelle auf dem Oldenburger Gertrudenfriedhof

Tappenbeck heiratete im Juni 1898 Caroline Margarethe Elisabeth geb. Königer (1872–1952), die Tochter des Arztes Heinrich Friedrich Ferdinand Königer (1837–1912) und dessen Ehefrau Johanne Friederike geb. zu Jühren (1847–1913). Seine Frau war die Schwester des Delmenhorster Oberbürgermeisters Rudolf Königer (1879–1954). Die Ehe blieb kinderlos.